# Gölen (Haurida socken, Småland)
Gölen är en sjö i Aneby kommun i Småland och ingår i Motala ströms huvudavrinningsområde.